# Lega Interregionale Centro
La Lega Interregionale Centro (sigla LIC), più comunemente detta Lega Centro, è stata l'organo che ha gestito per sei anni i campionati interregionali di calcio nel Centro Italia, comprese l'Emilia e la Sardegna, dalla stagione 1946-47 alla stagione 1951-52. Fondata nel 1946 a Firenze, aveva sede nel capoluogo toscano in viale dei Mille 141, con telefono numero 50466. Ha cessato di esistere nel 1952, quando si fuse con le altre due leghe parigrado e si trasformò nella Lega Nazionale di Quarta Serie.
La Lega Centro organizzava e dirigeva i tornei di Serie C fino al 1948, e quelli di Promozione dopo tale data.

## Organico
- 1946-1947: 83 società
- 1947-1948: 96 società
- 1948-1949: 72 società
- 1949-1950: 67 società
- 1950-1951: 75 società
- 1951-1952: 68 società

## I presidenti
- 1946 Alessio Nardini

## Storia

### I campionati nell'anteguerra
Prima della Seconda guerra mondiale, il calcio italiano era generalmente strutturato in modo da porre in diretto contatto le categorie nazionali, che nel tempo aveva adottato una forma spuria di professionismo, e quelle regionali a sostanziale carattere dilettantistico. Fu solo nel 1926 che la Carta di Viareggio istituì le leghe intermedie chiamate Direttorii Divisioni Inferiori, demandati a gestire il terzo campionato del paese, la Seconda Divisione, che divenne due anni dopo il quarto in seguito alle riforme poste in essere da Leandro Arpinati. L'esperimento fu tuttavia ben presto abortito, e fra il 1930 e il 1931 il Direttorio Divisioni Inferiori Nord e il Direttorio Divisioni Inferiori Sud vennero liquidati a favore del calcio regionale.

### Nascono le leghe interregionali
Le distruzioni lasciate dalla guerra ruppero l'unità gestionale del calcio italiano. Se nel 1946, dopo un'annata di transizione, le due divisioni maggiori ritrovarono un'organizzazione unica nella nuova Lega Nazionale, la Serie C che nel frattempo si era espansa a dismisura fu demandata a tre distinti organismi appena costituiti: le leghe interregionali. Le cinque regioni centrali furono raggruppate insieme all'Emilia e alla Sardegna nella Lega Interregionale Centro, che strutturò il suo campionato su sei gironi.
Curiosamente, la nuova struttura del calcio italiano venne a replicare in maniera molto simile quella posta in essere vent'anni prima dalla Carta di Viareggio, con le leghe interregionali al posto dei direttorii inferiori. Diversamente dai direttorii dell'era fascista, tuttavia, la Lega Interregionale Centro avrebbe infatti dovuto essere una struttura democratica e comandata dal basso dalle società stesse. A tal fine, i delegati delle squadre si riunirono a Firenze ed elessero un loro presidente, Alessio Nardini, un segretario, due consiglieri, e una commissione d'appello di quattro membri. La stessa scelta della sede, superando la ovvia candidatura alternativa di Roma, fu un segno di pluralismo, essendo la capitale già il quartier generale della FIGC. In segno di ulteriore decentramento, la commissione d'appello ebe sede a Bologna.

### La riforma del 1948
La forma pletorica che avevano assunto i campionati, e quello di Serie C in particolare, fu tuttavia fonte di grandi discussioni. Fu così che nel 1947, nell'Assemblea federale svoltasi a Perugia il 29 luglio, la FIGC decise che di lì ad un anno la Terza Serie sarebbe stata gestita dalla Lega Nazionale e riportata ad un più sobrio formato a sessanta squadre. Ciò che sarebbe rimasto nelle mani delle leghe interregionali avrebbe assunto il nome di campionato di Promozione, restaurando la categoria omonima abolita nel 1922. Questa riforma complessiva fu fortemente voluta dal presidente federale Ottorino Barassi, ma a conti fatti essa non fu altro che la pedissequa riproposizione della struttura della piramide calcistica italiana voluta ed attuata dal suo predecessore Leandro Arpinati fra il 1928 e il 1929, col solo cambio della denominazioni di alcune categorie. Come nel 1929, i direttorii inferiori gestivano la quarta serie, all'epoca chiamata Seconda Divisione, nel 1949 la Lega Interregionale Centro gestiva ancora la quarta serie, ora denominata Promozione e basata su quattro gironi.

### La creazione della IV Serie
Lo scioglimento della Lega venne deciso dal Lodo Barassi nel 1951, e reso esecutivo nel 1952. Il lodo voleva infatti superare la vecchia struttura piramidale del calcio italiano, e riformarla in senso ancora più elitario, poiché questa mossa appariva al presidente federale Ottorino Barassi come la premessa per una definitiva affermazione del professionismo in Italia.
Il nuovo campionato interregionale, la IV Serie, sarebbe stato organizzato a livello nazionale da un'unica lega, superando per sempre la tripartizione nata nel 1946. Fra le candidature ad accogliere il nuovo organismo unificato, quella di Firenze riuscì rapidamente ad imporsi per l'evidente favore che le derivava dalla posizione geografica. Fu così che la Lega Interregionale Centro si fuse con le altre due leghe, e si trasformò nella Lega Nazionale di Quarta Serie.